# キャンベルタウン (ニューサウスウェールズ州)

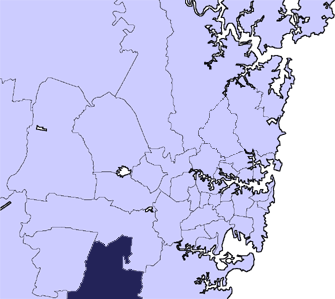
シドニー大都市圏におけるキャンベルタウン市の位置

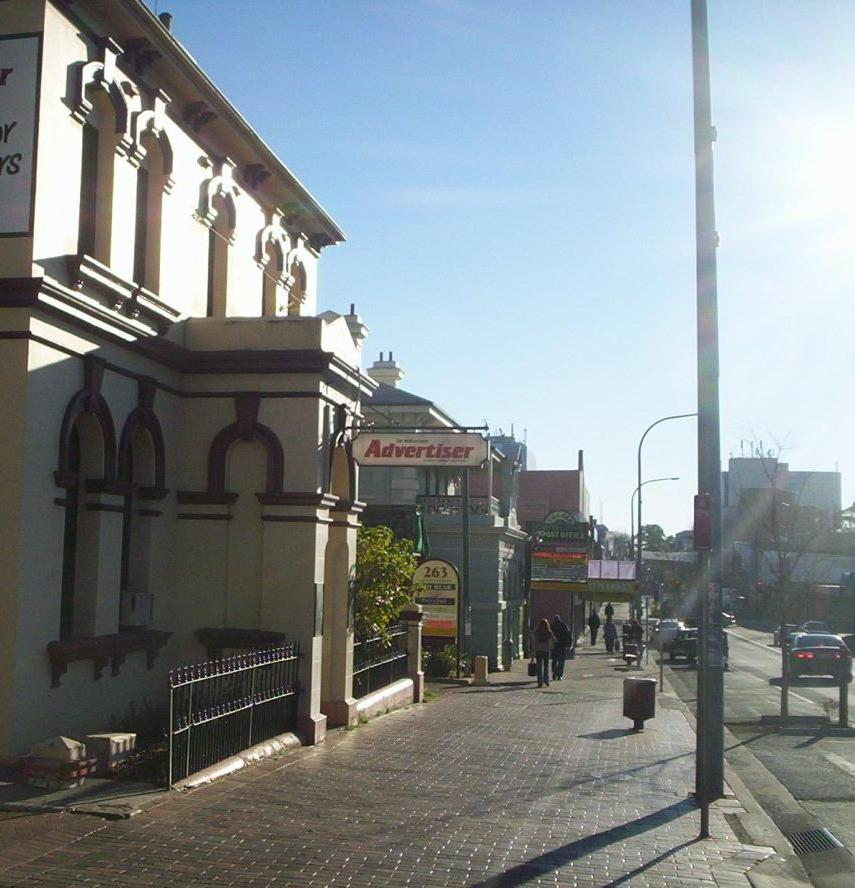
キャンベルタウンのクイーンストリート

キャンベルタウン (Campbelltown) はオーストラリア・ニューサウスウェールズ州にある都市である。州都シドニーの南西53kmに位置する地方自治体 (LGA: Local Government Area) であり、人口は15万人である。市の中心は同名のキャンベルタウン地区である。

## 歴史
- 1820年にラクラン・マックォーリー総督がこの地区をキャンベルタウンと名付ける。キャンベルタウンの名前は彼の妻の旧姓がキャンベルであったことから。
- 1950年代前半に周辺地域の中心地として人口が急増し、
- 1968年5月3日にキャンベルタウン市が誕生した。
- 1980年代後半より住宅や工場の開発が進められ、現在、シドニーの衛星都市の重要な都市として機能している。また現在でも住宅の再開発などが進められており、今後も成長し続けると予想されている。

## 交通
道路はM5モーターウェイ（高速道路）が市内を縦断している。
鉄道はメイン・サザン線の線路が市内を縦断している。シティレールの近距離電車（エアポート&イースト・ヒルズ・ライン、サウス・ライン、カンバーランド・ライン）や中距離列車（サザン・ハイランズ・ライン）が乗り入れており、シドニーへ通勤する人が多く利用している。キャンベルタウン駅にはシドニーとメルボルンやキャンベラなどとを結ぶカントリーリンクの長距離列車も停車する。
- 市内の駅: グレンフィールド駅 - マッコーリー・フィールズ駅 - イングルバーン駅 - ミント駅 - ルミーア駅 - キャンベルタウン駅 - マッカーサー駅 - メナングル・パーク駅

## 自然
市内を流れるジョージ川は自然豊かなことから自然保護区に指定されている。また川沿いにはビーチなどがあり、市民の憩いの場となっている。

## 姉妹都市
- 越谷市（日本）
  - 越谷市に「キャンベルタウン野鳥の森」があるようにキャンベルタウンにも「コシガヤ・パーク (Koshigaya Park)」がある。このコシガヤ・パークはキャンベルタウン駅の南、キャンベルタウンモール（ショッピングセンター）の隣にある。
  - また、「ジャパニーズ・ティー・ガーデン」という日本庭園もあり、日本と交流が深いことが分かる。
- クーナンブル（英語版）（ニューサウスウェールズ州）